# Frein lingual
 (mars 2019).
Si vous disposez d'ouvrages ou d'articles de référence ou si vous connaissez des sites web de qualité traitant du thème abordé ici, merci de compléter l'article en donnant les références utiles à sa vérifiabilité et en les liant à la section « Notes et références ».
Pour les articles homonymes, voir Frein (homonymie).

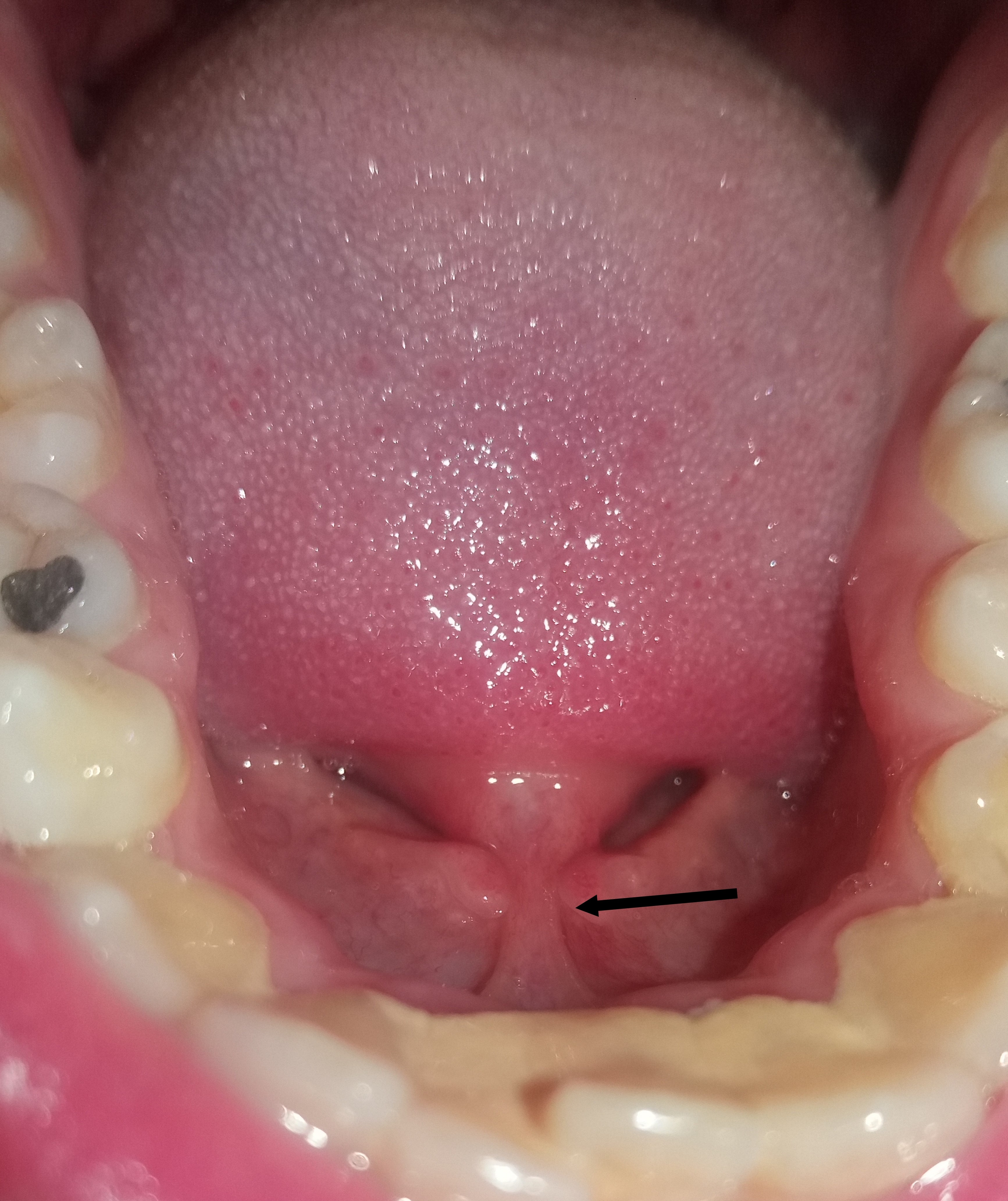
Langue retenu par un frein lingual

Le frein lingual, aussi nommé frein de la langue ou corde de langue, est un tissu situé sous la langue, ayant pour but de la retenir. Il s'agit d'un tissu mou, non musculaire, constitué d'une muqueuse, de fibres nombreuses, innervé et vascularisé.

Il existe d'autres freins dans la bouche, notamment le frein labial qui attache la lèvre supérieure à la mâchoire.

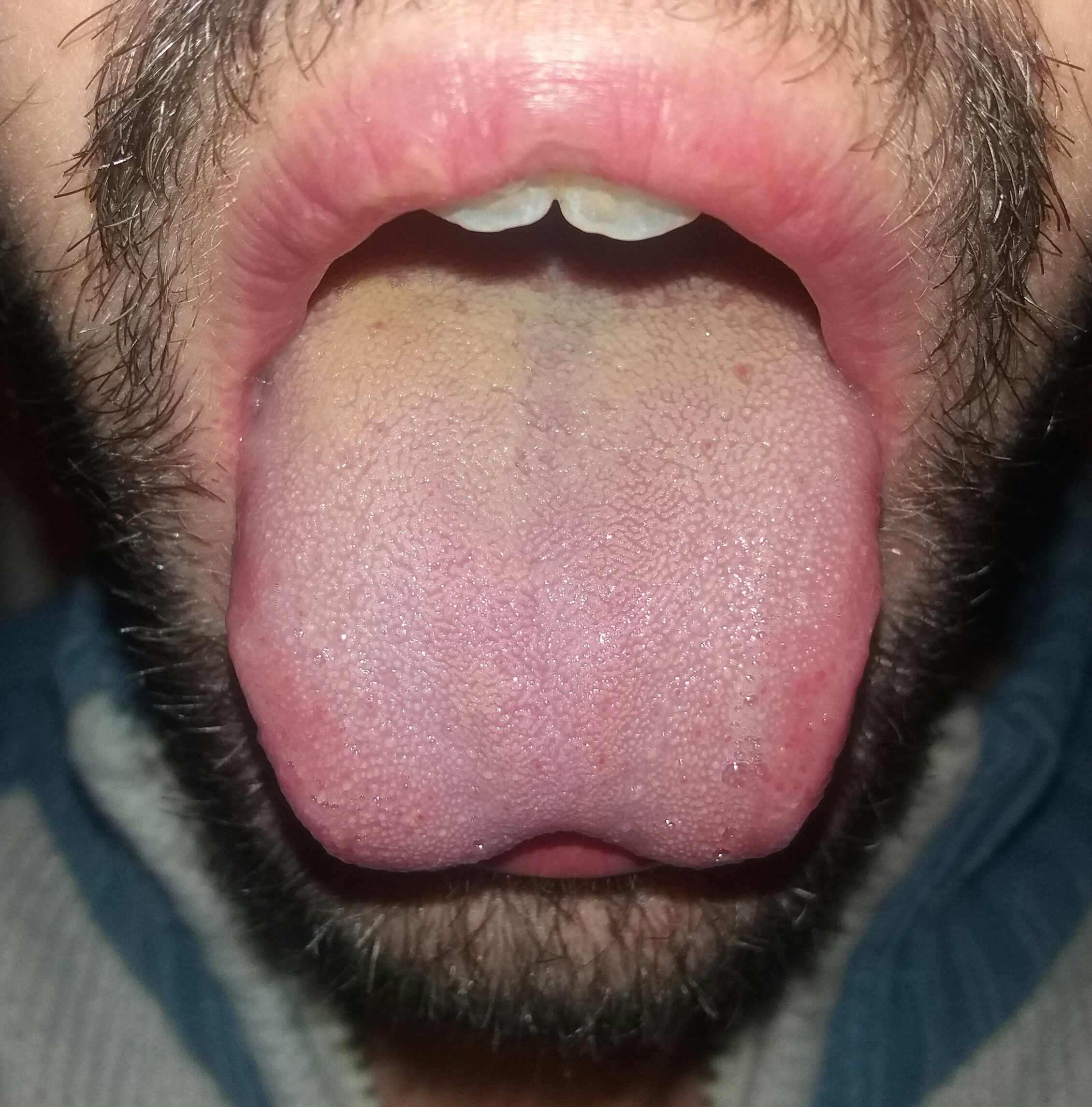
Langue courte d'un homme à cause de frein lingual court

## Anomalies et problèmes

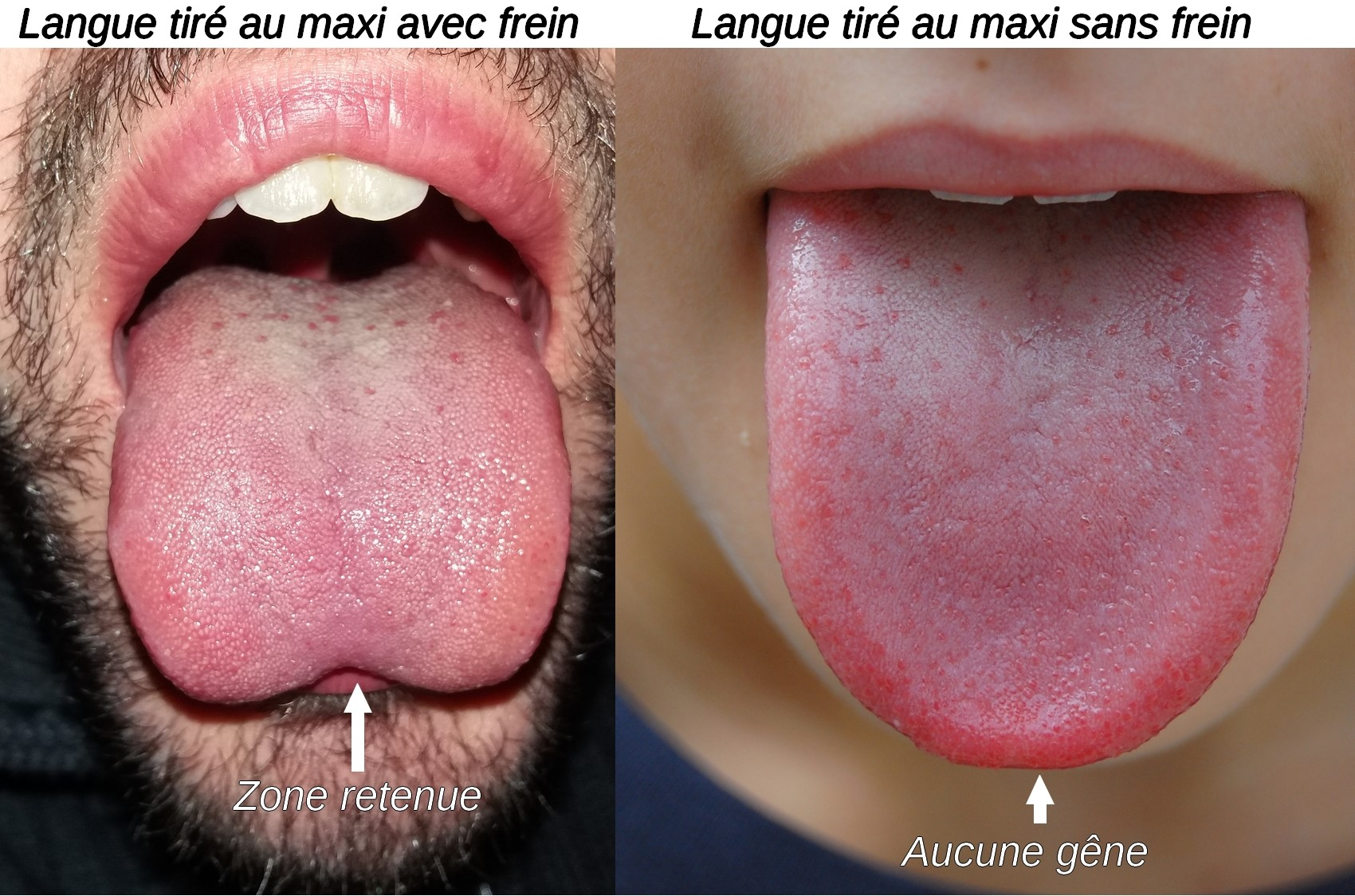
Sur cette image, nous voyons une langue souffrant d'un frein lingual trop court et une autre sans gêne car ayant un frein lingual normal, la différence est notable.

Un frein anormal, qui est une anomalie congénitale, affecte environ 5 % de la population et est plus commun chez les garçons que chez les filles.
Un frein labial trop court peut retenir la lèvre supérieure et empêcher de sourire facilement ou normalement. Des troubles de prononciation (élocution) peuvent également en résulter, particulièrement pour les sons “S”, “R” et le “TH” anglo-saxon. La plupart des enfants ayant un frein court ne présentent cependant pas de problèmes d’élocution sévères.

Chez les nouveau-nés, un frein lingual trop court peut causer des difficultés d’allaitement maternel et il est parfois recommandé de le couper, on parle alors de « frénectomie linguale ».
Une limitation dans la fonction de la langue peut rendre difficile certaines actions comme tirer la langue, lécher, jouer d’un instrument à vent, embrasser, etc. et causer une certaine gêne sociale, parfois même susciter certaines moqueries du fait que ce petit problème n'est pas forcément visible. 
Les freins anormaux ont été associés à une multitude de problèmes orthodontiques (malocclusions) tels que : constriction maxillaire, palais étroit et béance antérieure. Un frein qui s’attache trop près du rebord de la gencive peut causer une « récession gingivale » et une perte osseuse. Le maintien d’une déglutition infantile résultant d’un frein court peut contribuer aux malpositions dentaires.
L’incidence de caries peut être plus grande vu que la langue ne peut balayer et nettoyer la surface interne des dents (du côté de la langue).

## Frénectomie linguale
C'est un acte chirurgical simple consistant à couper chirurgicalement le frein de la langue, pour lui redonner une liberté de mouvement optimale. 
L'acte est réalisé sous anesthésie loco-régionale par un chirurgien stomatologue ou un chirurgien-dentiste. La douleur est donc inexistante pendant l'acte, mais des douleurs peuvent cependant apparaître dans les jours suivant l'intervention. Des sutures sont souvent réalisées. L'intervention nécessite prudence et minutie, puisque le dessous de la langue est une région extrêmement vascularisée et innervée.
Pendant les sept jours qui suivent l'intervention, il est conseillé de ne pas consommer de boisson trop chaude, d'épices, de sodas, et de ne pas faire de gestes trop brusques avec la cavité buccale.

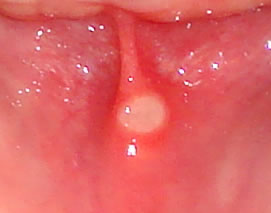
Le frein de la langue est l'un des endroits où apparaissent couramment des aphtes buccaux

Cette intervention n'est pas vitale ; beaucoup de gens vivent sans problème avec un frein lingual relativement court. L'orthodontiste peut néanmoins parfois conseiller la frénectomie en cas de freins de langue très courts. En effet la brièveté du frein lingual chez l’enfant impose une limite aux mouvements volontaires de la langue et peut perturber la croissance et certaines fonctions oro-faciales. 
Chez l'adulte, l'intervention peut supprimer une gêne liée à une mauvaise mobilité de la langue. Elle peut également être pratiquée avant ou pendant une chirurgie parodontale (élimination de poche parodontale, greffe) si le frein exerce une traction sur la gencive, gênant la cicatrisation du site opéré. 
L'intervention doit être suivie d’une rééducation de la langue pour l’habituer à sa nouvelle position. Il est conseillé de faire des exercices trois fois par jour pendant quinze jours : toucher le palais avec la pointe de la langue, tirer la langue au maximum, toucher de la pointe de la langue les commissures des lèvres et l'intérieur des joues.
La rupture accidentelle du frein lingual est tout à fait bénigne.